# Großmarkthalle München

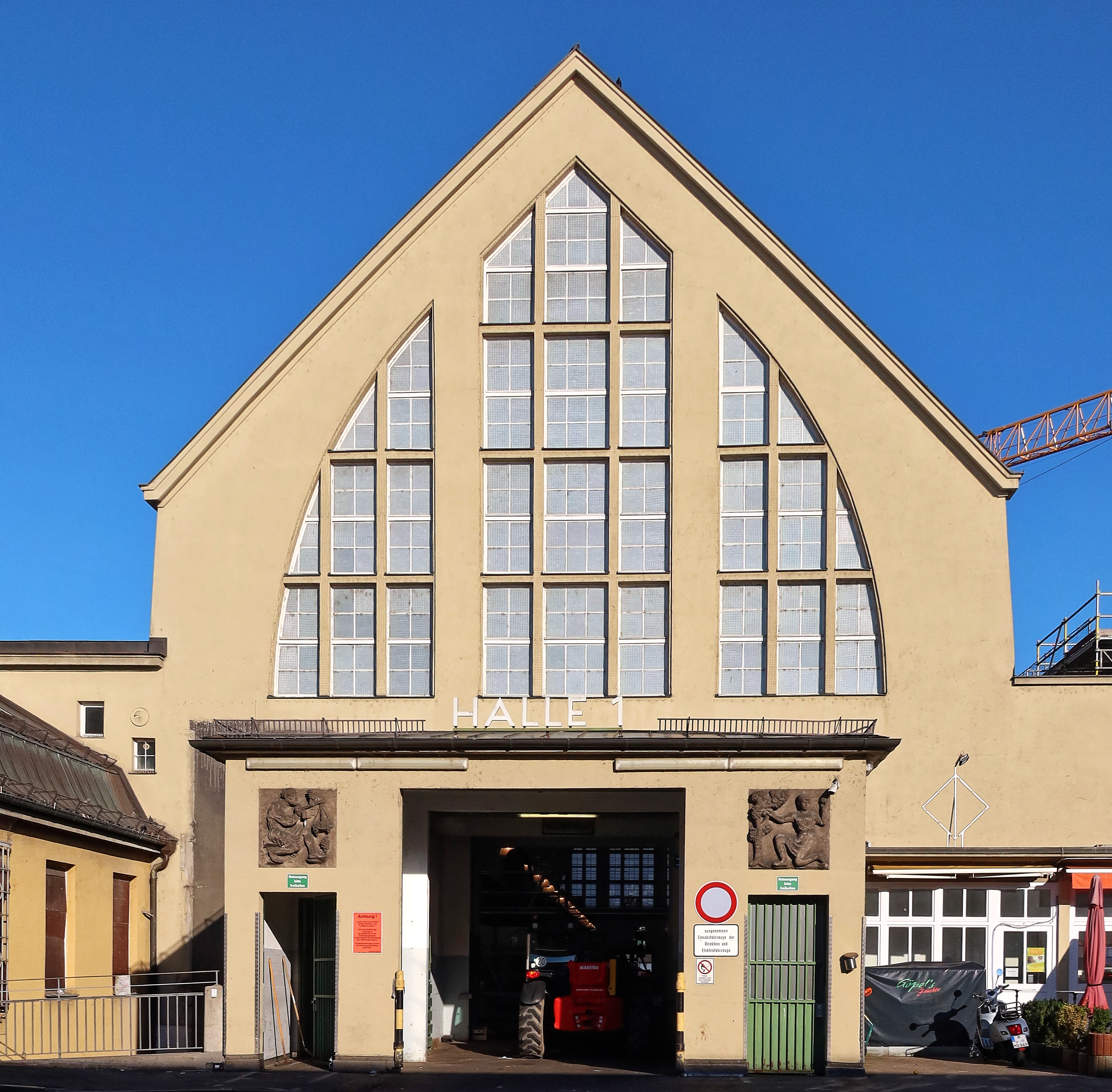
Halle 1 der Großmarkthalle München
Giebelhöhe 20 m, Breite 16,5 m, Länge 98 m

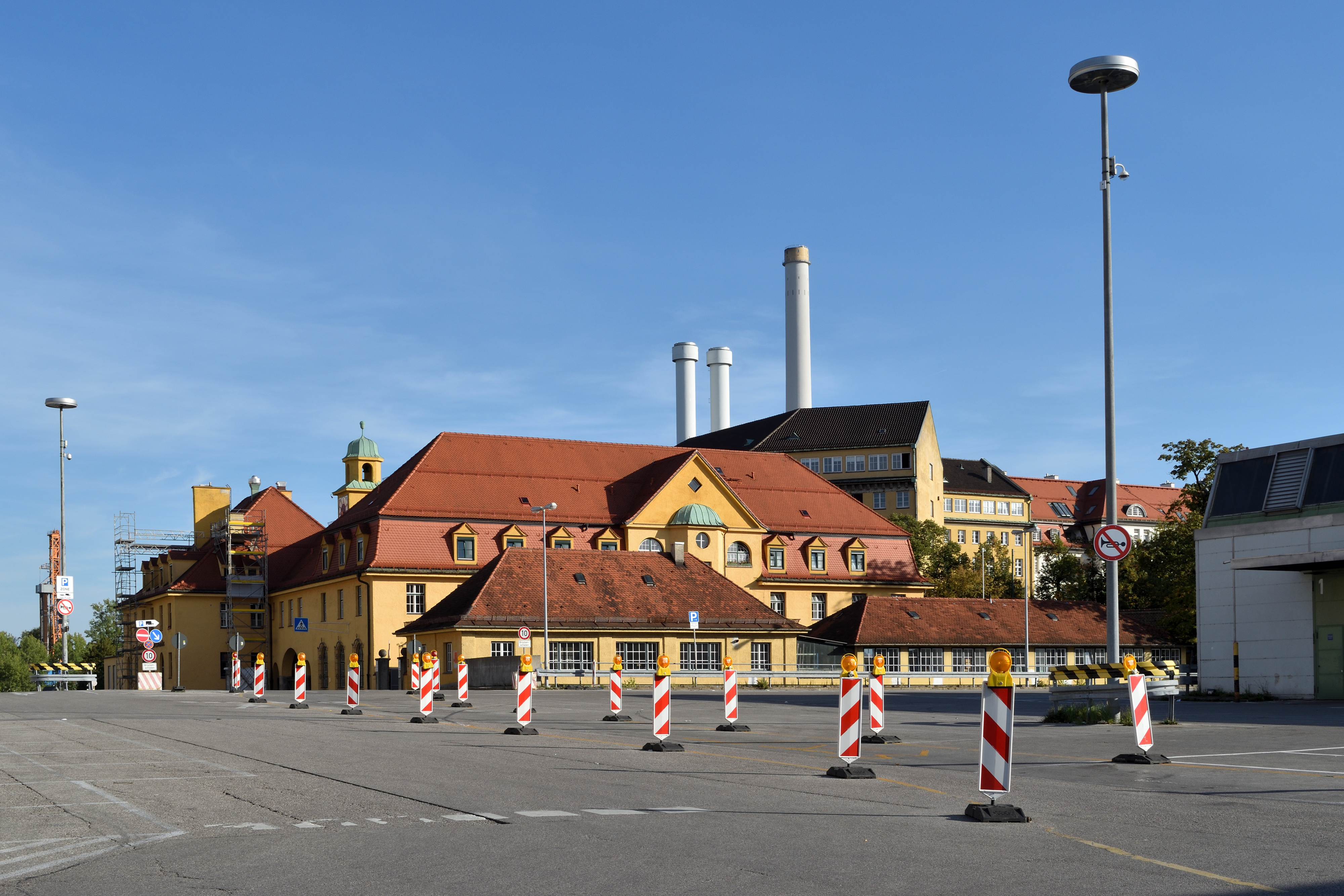
Postgebäude und Werkstätte (vorne)

Die Großmarkthalle München im Münchner Stadtteil Sendling ist ein seit 1912 bestehender Großhandelsmarkt für Lebensmittel und Blumen nahe der Isar und in unmittelbarer Nähe des südlichen Mittleren Ringes. Seit dem 1. Januar 2007 werden die Markthallen München als ein kommunaler Betrieb der Landeshauptstadt München geführt. Der Kommunalbetrieb wurde aus den bis zu diesem Zeitpunkt selbständigen Betriebsteilen Großmarkthalle München und Schlachthof München gebildet. Seit dem 1. Januar 2014 sind die Betriebsteile Markthallen München (Großmarkthalle und Lebensmittelmärkte) und Schlacht- und Viehhof München wieder eigenständig, die Verwaltung obliegt jedoch weiterhin den Markthallen München.

## Literatur

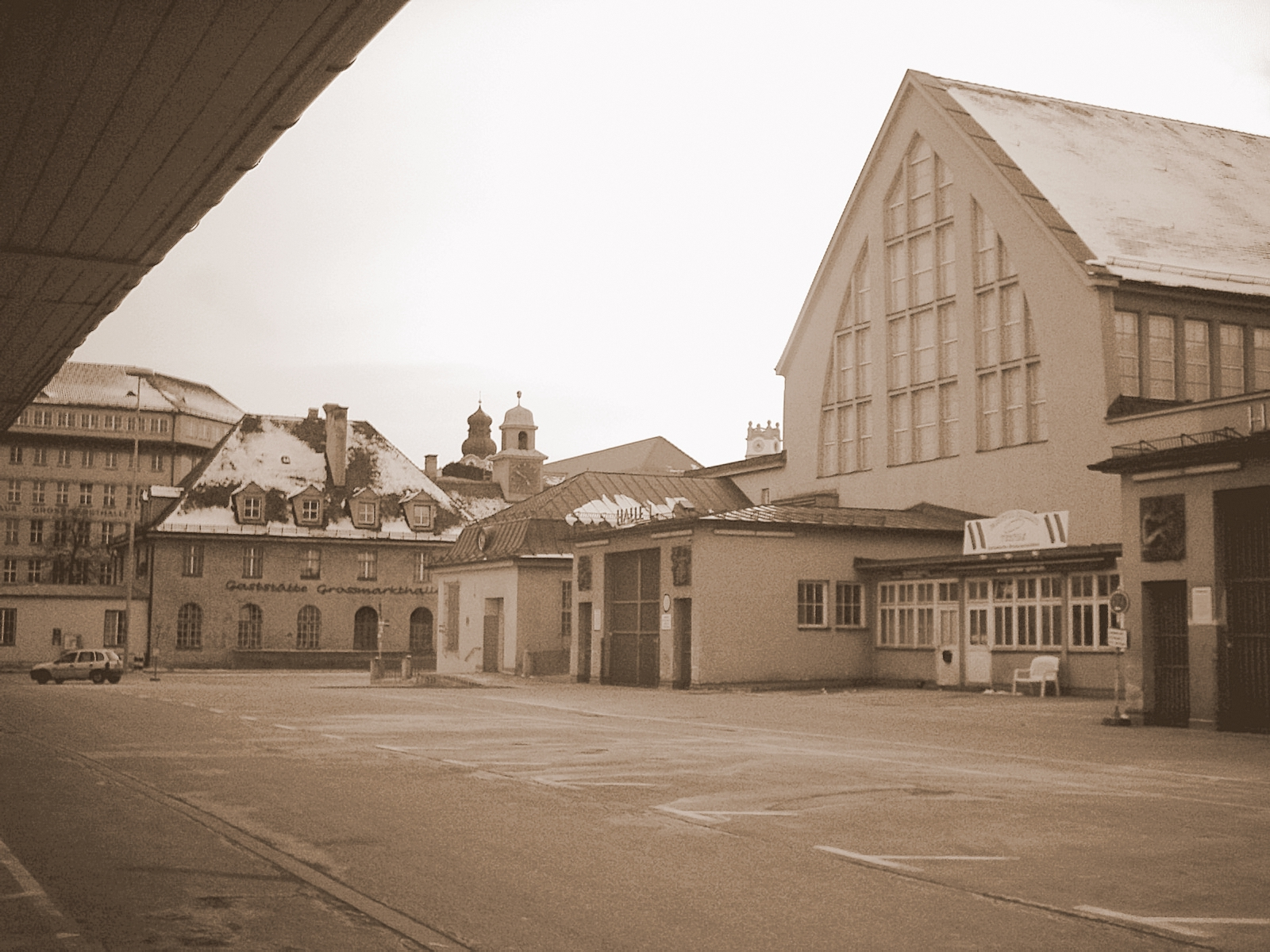
Historische Bausubstanz: Halle 1,
Architekt: Richard Schachner

## Daten und Fakten
Die Großmarkthalle München ist Teil des Eigenbetriebs Markthallen München der Landeshauptstadt München. Hauptaufgabe des Betriebs ist es, die Großmarkthalle einschließlich des Umschlagplatzes und der Sortieranlage zur Versorgung der Bevölkerung mit Lebensmitteln und Blumen zu betreiben. Die zur Verfügung stehenden Flächen werden durch Flächen- und Objektmanagement einer gewerblichen Nutzung zugeführt.
Neun Hektar des 310.000 Quadratmeter großen Areals sind überbauter Raum, der sich aufteilt in sechs Verkaufshallen, sieben weitere Umschlag- und Lager- beziehungsweise Kühlhallen, den Blumengroßmarkt, die Gärtnerhalle, zwei Kontorhäuser mit knapp 300 Büroräumen, die frühere Sortieranlage, die Feinkosthalle und den Fruchthof, der Wohnen und Gewerbe verbindet.

## Unternehmensziele

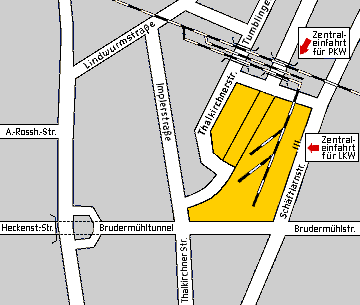
Umgebungsplan der Großmarkthalle

„Eine Gewinnerzielungsabsicht besteht nicht“, heißt es in der Betriebssatzung für die Markthallen München. Die Großmarkthalle wird als kostenrechnende Einrichtung betrieben und finanziert ihren Aufwand durch die von den Kunden erhobenen Gebühren und Entgelte.
Die Unternehmensleitlinien der Markthallen München definieren die Aufgaben und die Unternehmensziele der Großmarkthalle München.
- Aufgaben: Versorgungsauftrag, wirtschaftspolitischer Auftrag, Dienstleistungsauftrag, kultureller Auftrag, Wirtschaftlichkeit und Kostendeckung, Kostenverantwortung
- Ziele mit Außenwirkung: optimierte Ablauforganisation, Qualität und Zuverlässigkeit, Kundenorientierung, Verantwortung für die Umwelt, Informationspolitik, internationales Frischezentrum
- Ziele mit Innenwirkung: Motivation der Mitarbeiter, klare Aufgabenzuweisung, Einhaltung von Dienstvorschriften, Führungskultur, praktizierter Arbeitsschutz

## Kunden und Nutzer
In der Großmarkthalle wird nur Großhandel betrieben, ein Verkauf an Privatkunden ist nicht vorgesehen.
Die Bezeichnung Kunde ist in der Großmarkthalle mehrdeutig:

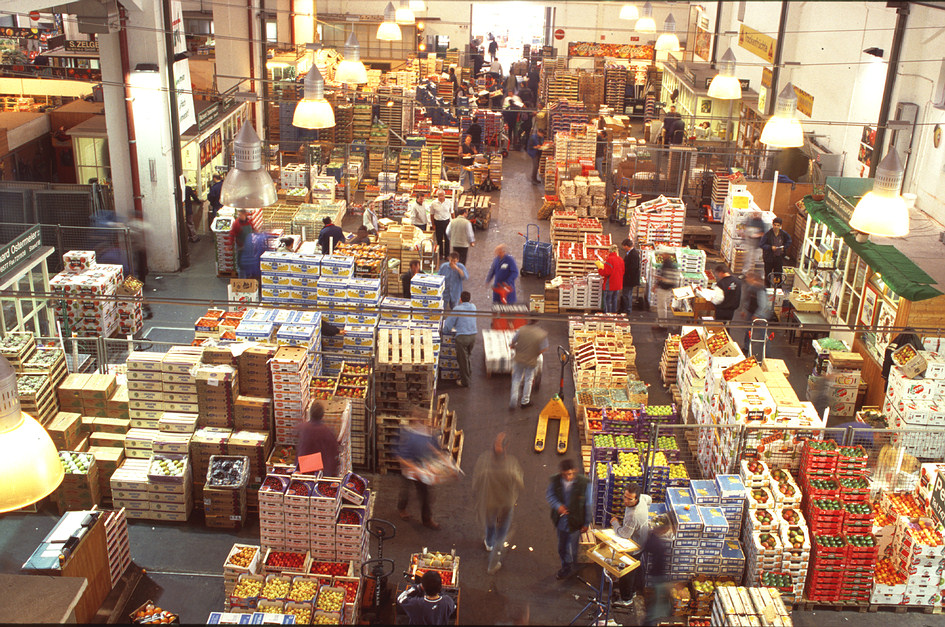
Großhändler und Wiederverkäufer

- Nutzer des Eigenbetriebs Großmarkthalle sind dessen Mieter, also die Großhändler.
- Kunden der Großhändler sind die bei ihnen kaufenden Wiederverkäufer, die sich wie folgt einteilen lassen:
  - Einzelhandelsgeschäfte im Lebensmittel- und Feinkostbereich
  - Gastronomie und Catering
  - Großküchen und Kantinen
  - Pflegeheime, Krankenhäuser
  - Schulen und Kitas
  - Großhändler in kleineren Städten; dort gibt es meistens keine klassischen Großmärkte, sondern privat geführte Verteilzentren.
  - Handelsketten: Diese umgehen meistens die Großmärkte, sie kaufen aufgrund ihrer Größe und Logistik die Ware direkt in den Anbaugebieten in großen Mengen auf und besitzen eigene Güterverteilzentren in ganz Deutschland. Im Bereich der Exoten, die ein großes Fachwissen bezüglich Transport und Lagerung erfordern, wie beispielsweise Papayas, kaufen die Ketten jedoch immer noch gerne im Großmarkt ein. Auch bei Lieferengpässen nutzen sie die Großmarkthalle.
- Kunden der Wiederverkäufer sind die Konsumenten oder Endverbraucher.

## Betriebsablauf

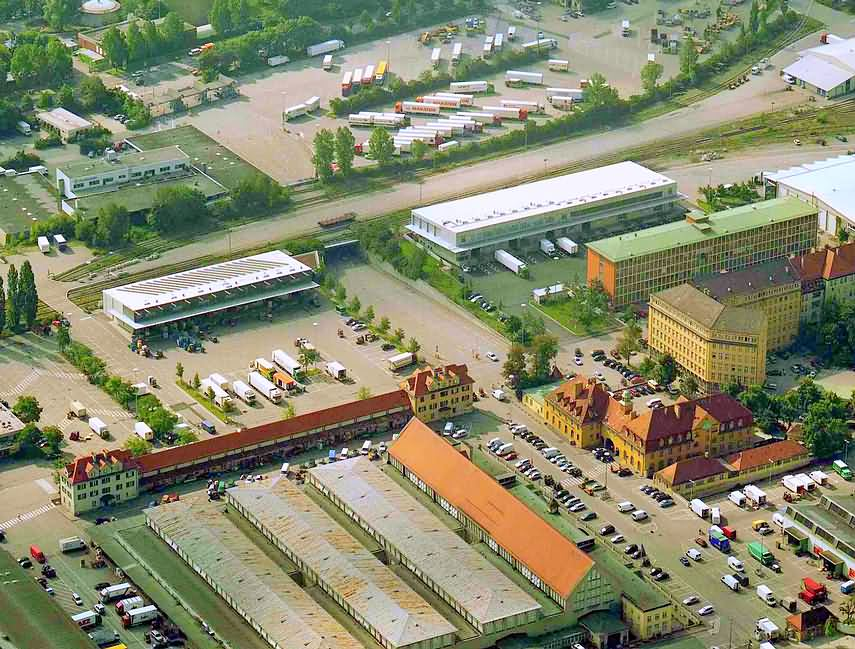
Am oberen Bildrand ist der LKW-Parkplatz zu sehen, unten die historischen Hallen 1 bis 4

Der Verkauf in den Hallen erfolgt von Montag bis Freitag (im Blumengroßmarkt auch am Samstag). Anliefer-Lastkraftwagen warten auf dem vorgeschalteten Parkplatz mit einer Kapazität von 150 LKW. Die Zentraleinfahrt an der Schäftlarnstraße 10 ist dafür 24 Stunden an jedem Tag der Woche besetzt.
Preisauszeichnungen sind nicht üblich, die für die Waren zu zahlenden Preise sind Verhandlungssache und hängen von verschiedenen Faktoren ab:
- Einkaufspreise der Großhändler
- Menge: Die Mindestabnahme beträgt immer eine Steige oder Kiste; werden größere Mengen gekauft, sinkt der Preis pro Einheit
- Uhrzeit: Früh am Morgen ist die Ware normalerweise teurer als mittags, wenn der Großhändler seine Restposten noch schnell loswerden will
- Gute Kontakte und persönliches Geschick: Gute persönliche Beziehungen zum Großhändler und das eigene Verhandlungsgeschick können die Höhe des Preises natürlich auch beeinflussen.
- Qualität: Auch bei Obst und Gemüse gibt es Qualitätsunterschiede.

## Herkunft und Transport der Waren
Aufgrund der geografischen Lage kommen die meisten Waren aus dem Mittelmeerraum. Die Lieferungen aus Italien, Griechenland, Spanien und der Türkei machen zwei Drittel des Warenumschlags aus.
Fast 99 Prozent der Lebensmittel werden mit dem LKW angeliefert. Exotische Waren (wie z. B. Mangos und Papayas) und hochwertige Spezialitäten kommen als Flugobst nach München, da ein Transport per Schiff oder Bahn zu lange dauern würde.

## Verwaltung
Die Großmarkthalle München ist Teil des Eigenbetriebs Märkte München und wird vom Kommunalreferat der Stadt München betreut. Die Kommunalreferentin Jacqueline Charlier ist gleichzeitig „Erste Werkleiterin“ und bestimmt die wirtschaftspolitische Richtung.
Die Großmarkthalle München wird aus historischen und kommunalpolitischen Gründen als kommunaler Betrieb geführt. Andere Großmärkte in Deutschland werden als Regiebetriebe, Eigenbetriebe, GmbHs (rein städtisch oder mit Beteiligung), Genossenschaften (der Großhändler) oder als reine Privatunternehmen betrieben. Einen Großmarkt zu betreiben ist nicht gesetzliche Pflichtaufgabe einer Kommune, daher gibt es auch die oben genannten verschiedensten Rechtsformen.
Die Nutzung des Großmarkthallengeländes für Großhändler, Mieter und Einkäufer ist durch die Großmarkthallensatzung geregelt.
Die verschiedenen Gebühren für Stände, Parkplätze, Büros und weiteres
richten sich nach der Gebührensatzung.
Generell erfolgt die Vergabe von Objekten durch eine Zuweisung (Verwaltungsakt). Die Nutzung von Groß- und Sonderobjekten wird meist durch Miet- oder Pachtverträge geregelt.
Die Sortieranlage, obwohl räumlich getrennt vom umschlossenen Betriebsgelände, gehört zum Satzungsgebiet. Der Fruchthof dagegen ist nicht mehr von den Großmarkthallensatzungen betroffen.

## Abfallentsorgung
In früheren Zeiten wurde in der Sortieranlage aus der Ausschussware das noch Verzehrbare zum Weiterverkauf aussortiert. So genannte Klauberweiberl trennten damals in großen Wasserbottichen die gute von der schlechten Ware, was noch essbar war, wurde dann von ambulanten Händlern sehr günstig verkauft. Dieses System wurde aufgegeben. Inzwischen werden Lebensmittel, die nicht mehr verkäuflich, aber noch für den Verzehr geeignet sind, von der Münchner Tafel an Bedürftige verteilt. Ware, die nicht mehr für den menschlichen Verzehr geeignet ist, bekommt der Tierpark Hellabrunn. Der Rest wird zu Kompost verarbeitet.
Noch 1994 fielen auf dem Gelände der Großmarkthalle rund 10.000 Tonnen Restmüll an. Da zu dieser Zeit die Müllgebühren aufgrund des immer knapper werdenden Deponieraums extrem anstiegen, war die Müllentsorgung mittelfristig nicht mehr finanzierbar. Ein Umlegen dieser hohen Kosten auf die Händler hätte wahrscheinlich deren Auszug und damit das Ende der Großmarkthalle bedeutet. Um das Problem in den Griff zu bekommen, wurde von den Händlern eine Entsorgungsgenossenschaft gegründet, die mit der Abfallentsorgung beauftragt wurde. Der Müll wird jetzt in der Entsorgungsstation Hammermühle in wiederverwertbare Partien wie Holz, Kartonagen, Bioabfall, PET/PP und dergleichen einerseits und Restmüll andererseits getrennt.
Gleichzeitig führten die Großhändler mit Pfand belegte Transportbehältnisse aus Kunststoff für die Einkäufer ein, wodurch der Verpackungsmüll reduziert werden konnte. Zusätzlich wurde von der Großmarkthallenverwaltung eine Videoanlage auf dem Gelände installiert, um die Ablagerung von „wildem Müll“ besser kontrollieren zu können.
Alle diese Maßnahmen führten dazu, dass die Großmarkthalle 2004 insgesamt nur noch 3.000 Tonnen Müll produzierte, von denen lediglich um die 800 Tonnen nicht verwertbarer Restmüll waren.

## Hallen und Gebäude

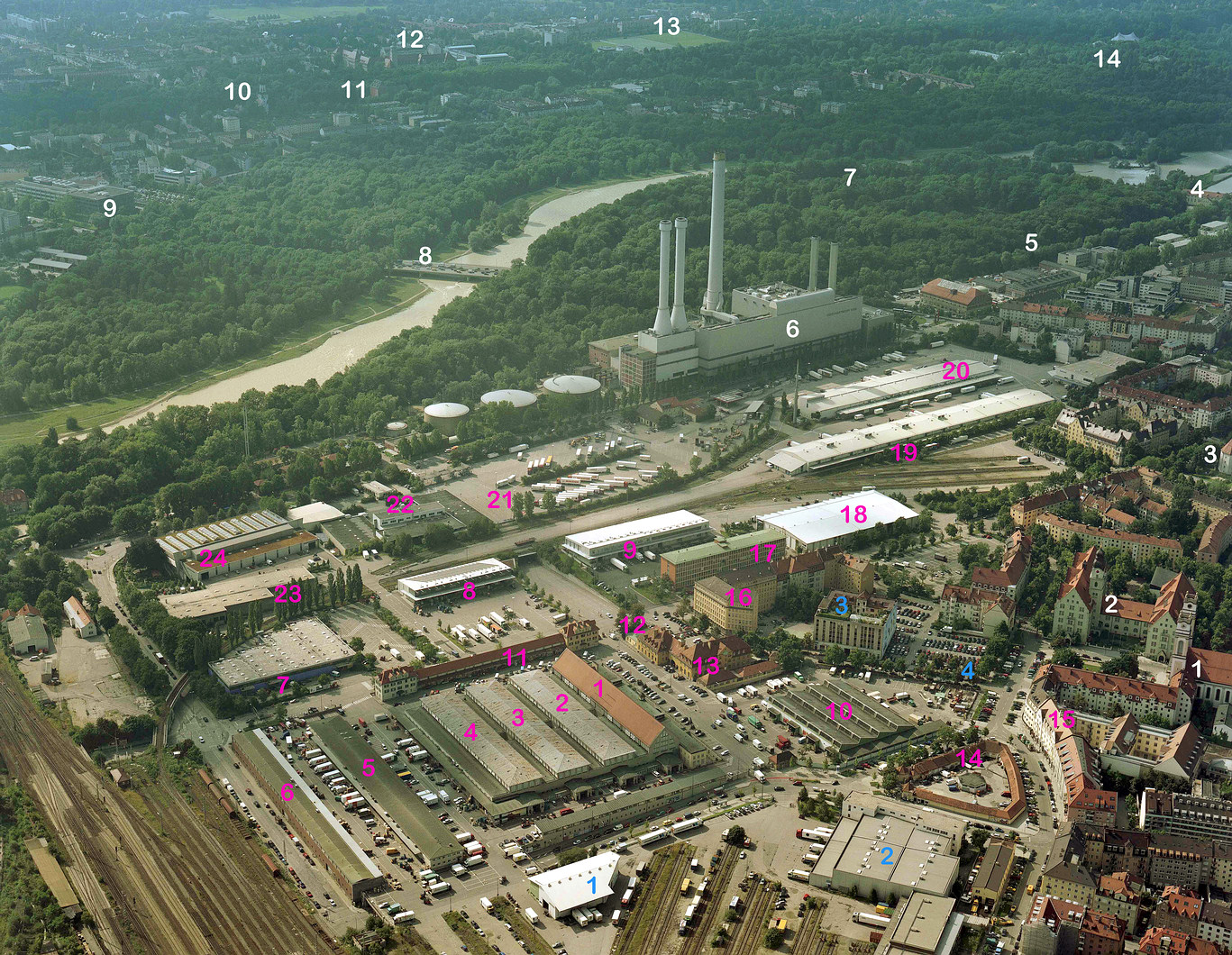
Luftbild des Geländes der Großmarkthalle München, Blick nach Osten.
Für eine Legende siehe die Bildbeschreibung (Button rechts „vergrößern“).

(Die Jahreszahlen beziehen sich auf das Jahr der Inbetriebnahme, soweit bekannt; die Ziffern in eckigen Klammern entsprechen der Nummerierung auf dem Luftbild)
- Blumengroßmarkt, 2000 [24]: betrieben durch die Neuer Blumengroßmarkt München Betriebsgesellschaft mbH.[3] In dem neuen Gebäude an der Schäftlarnstraße auf dem Großmarktgelände bieten knapp 45 Händler eine reiche Auswahl an Blumen und Pflanzen an. Das Sortiment umfasst Frühjahrs- und Sommerblüher, Topfpflanzen, Schnittblumen, Beet- und Balkonpflanzen, Stauden, Baumschulware, Dekorations- und Gartenbau-Bedarfsartikel sowie Tannengrün und Bindereibedarf und wird in dem großzügig zugeschnittenen und lichtdurchfluteten Hallenbau auf zwei Ebenen präsentiert. Zum Einkauf berechtigt sind Blumengeschäfte, Dekorationsgeschäfte mit Verkaufsläden, Obst- und Gemüsehändler mit Blumen im Zusatzverkauf, die Hallenunternehmen des Großmarkts München, Gastronomiebetriebe sowie kirchliche und andere öffentliche Einrichtungen, die für Sonderveranstaltungen mit einem Tagesausweis im Blumengroßmarkt München einkaufen können.
- Feinkosthalle, 1977 [7]: Betreiber ist die Medi-Food Handels GmbH. Diese Halle war früher die Blumenhalle.
- Fruchthof, 1911[4] [15]: Dieses älteste zum Großmarkt gehörende Gebäude wird durch die Großmarkthalle München selbst betrieben. Es beheimatet Gewerbeflächen, Wohnungen, Ateliers und Einzelhandelsgeschäfte und wurde Ende der 1930er Jahre vom Großmarkt übernommen. Im Zweiten Weltkrieg wurde es stark zerstört, nach dem Krieg wieder aufgebaut und von 1995 bis 2005 komplett saniert. Der Fruchthof liegt direkt neben dem Großmarkt, aber nicht mehr auf dem Gelände.
- Gaststätte Großmarkthalle, 1912 [12]: Die Gaststätte wird von Metzgermeister Ludwig Wallner zusammen mit seiner Schwester Gabi Walter in den historischen Räumen betrieben und serviert typische bayrische Küche wie Münchner Weißwürste, gefüllte Kalbsbrust mit Brat- oder Semmel-Füllung oder die kälberne Briesmilzwurst.

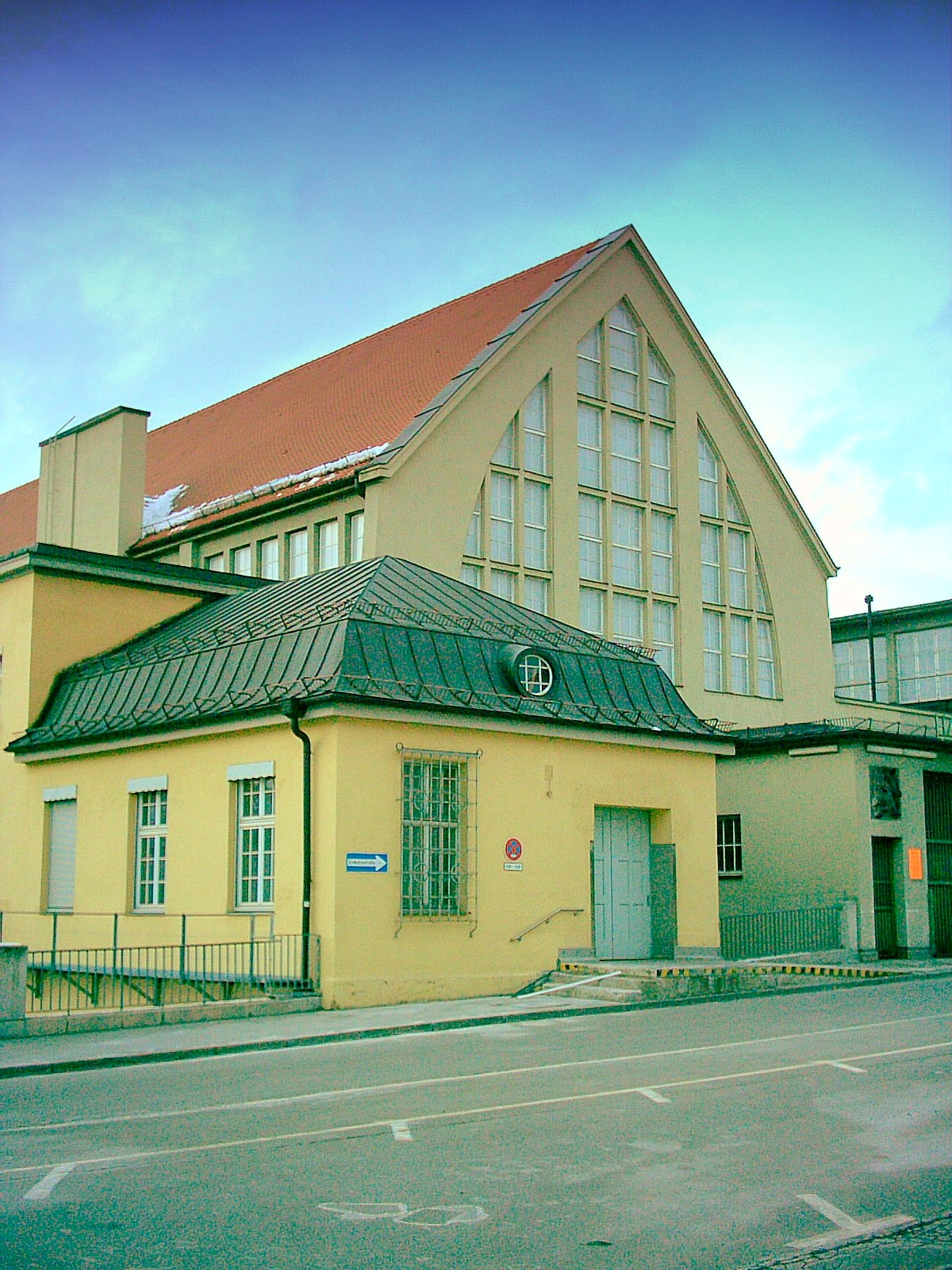
Die Südostecke der Halle 1

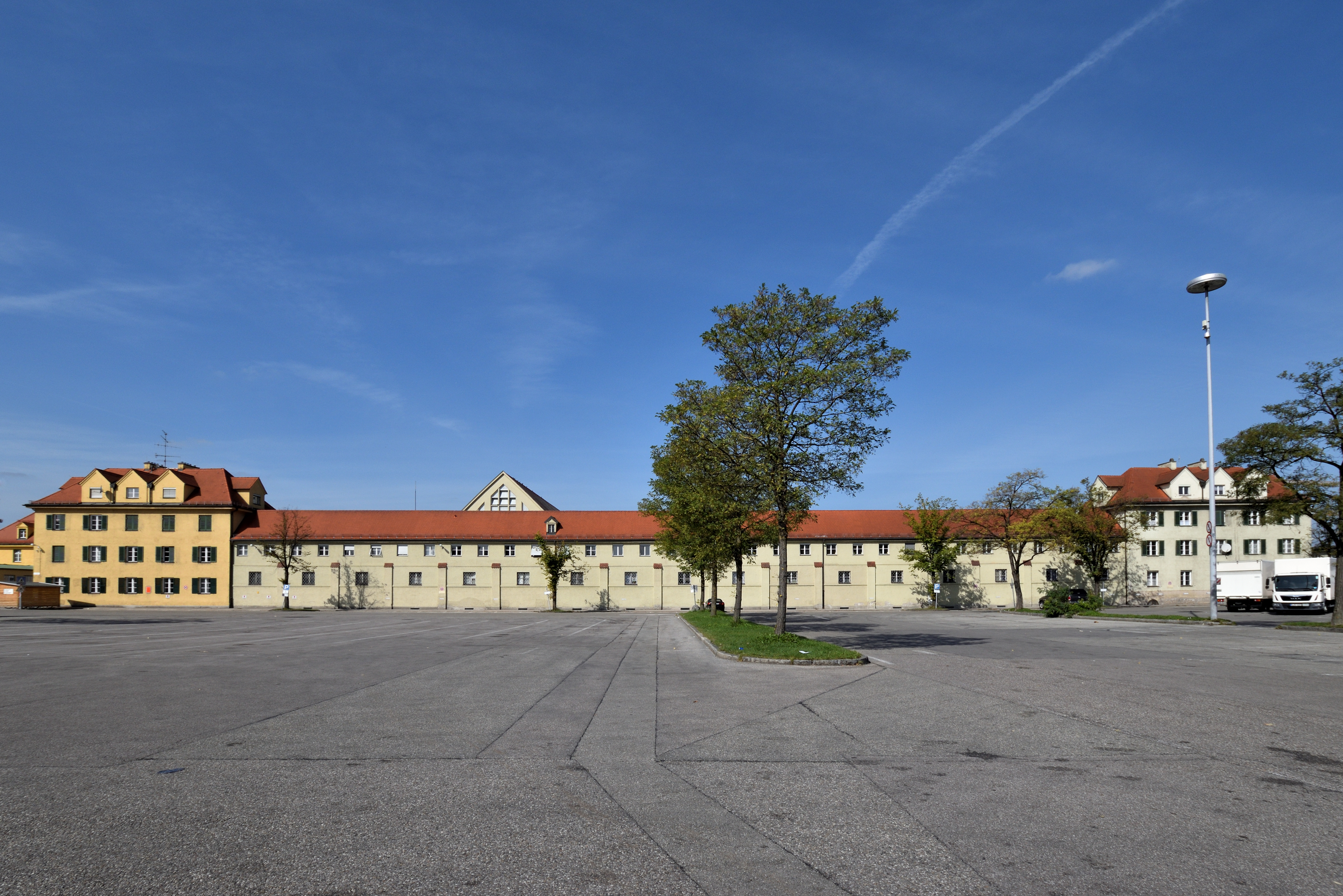
Ladenreihe von Osten

- Gärtnerhalle, 1970 [10]: In dieser von der Erzeugergemeinschaft Großmarkt München e. V. betriebenen Halle vermarkten Berufsgärtner aus München und Umgebung von Montag bis Freitag ihre Eigenerzeugnisse direkt. Die Münchner Gärtnerhalle ist eine der letzten Einrichtungen ihrer Art auf deutschen Großmärkten.
- Halle 1 bis Halle 4, 1912 [1–4]: In den „Ur-Hallen“ des Großmarkts, betrieben von der Großmarkthalle München, findet bis heute der „klassische“ Verkauf von Obst und Gemüse an den Ständen der verschiedenen Händler statt.
- Halle 5, [5] wird ebenfalls durch die GMH selbst betrieben und ist an Großhändler vermietet.
- Halle 6, 1961 [6]: Betreiber GMH. In diesem auch als Kartoffelhalle bekannten Gebäude logieren hauptsächlich Kartoffel- und Zwiebelhändler.
- Halle 10, 2005 [8]: Auch diese neue Halle betreibt die Großmarkthalle selbst, sie ist vermietet an Großhändler.
- Halle 23, 2002 [9]: Betrieb durch GMH, vermietet an Großhändler.
- Hausladen, 1985 (?) [22]: wird durch das gleichnamige Unternehmen betrieben (Großhändler mit Bananenreiferei).
- Kontorhaus I, 1928 [16]: Das alte Kontorhaus wird durch die GMH betrieben und ist Sitz der meisten Fruchthandelsagenturen und verschiedener anderer Unternehmen.
- Kontorhaus II, 1953 [17]: Das in der Nachkriegszeit erbaute Kontorhaus II (früher auch Zollhof genannt) beherbergt weitere Büros für den Fruchthandel und sonstige Unternehmen.
- Ladenreihe, [11]: In der früheren Kartoffelhalle betreibt die Großmarkthalle heute Ladengeschäfte für den Großhandel und Büros.
- Postgebäude, 1912 [13]: In diesem mit der Gaststätte verbundenen Gebäude aus der Anfangszeit, das von der Großmarkthalle verwaltet wird, befinden sich ein Postamt, Büros und Dienstwohnungen.
- Sortieranlage, 1926 [14]: In dieser Anlage, die ebenfalls durch die GMH verwaltet wird, wurde früher aus der Ausschussware noch Verzehrbares zum Weiterverkauf aussortiert. Heute befinden sich dort Lagerräume von ambulanten Händlern und Geschäfte des Lebensmitteleinzelhandels sowie Gastronomie. Die Sortieranlage liegt räumlich getrennt neben dem Großmarkt, ist aber noch Teil des Satzungsgebiets.
- Tiefkühllager (TGM), 1997 [18]: Das Tiefkühlhaus wird durch die Doblinger-Unternehmensgruppe betrieben, die Kühlraum an verschiedene Großhändler und Umschlagfirmen vermietet.
- Umschlaghalle I (UGM I), 1987 [19]: Die Firma UGM GbR vermietet in den drei Umschlaghallen (I, II und III) Lager-, Kommissionier- und Kühlflächen für Frucht- und Gemüsehändler.
- Umschlaghalle II (UGM II), 1990 [20]: siehe UGM I.
- Umschlaghalle III (UGM III), 1979 [23]: siehe UGM I.

## Geschichte

### Bis 1945
Um 1869 wurde die Bahnverbindung von Italien über den Brenner nach Süddeutschland fertiggestellt. Infolge dieser Entwicklung kamen in immer größerem Umfang Waggonlieferungen mit Südfrüchten aus Italien in München an. Die Waren wurden am Südbahnhof entladen und mit Pferdefuhrwerken zur Schrannenhalle und zum Viktualienmarkt transportiert. Mit dem raschen Anstieg der Importe aus dem Süden zeigte sich bald, dass beide Einrichtungen mit dem Umschlag dieser Warenmenge überlastet waren, die logistischen Probleme wuchsen den Händlern und der Stadtverwaltung über den Kopf. Daher wurde bereits im Jahr 1893 beim Magistrat der königlichen Haupt- und Residenzstadt München die Errichtung einer „künftigen Großmarkthalle“ nach Berliner und Pariser Vorbild zur Sprache gebracht.

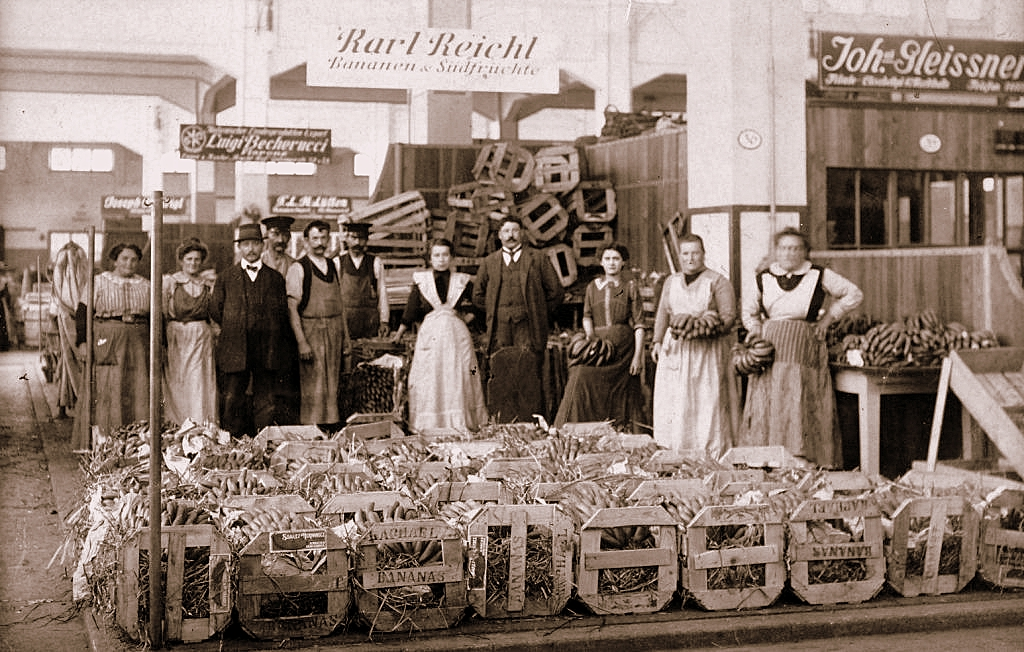
Bananenhändler in der Großmarkthalle, um 1915

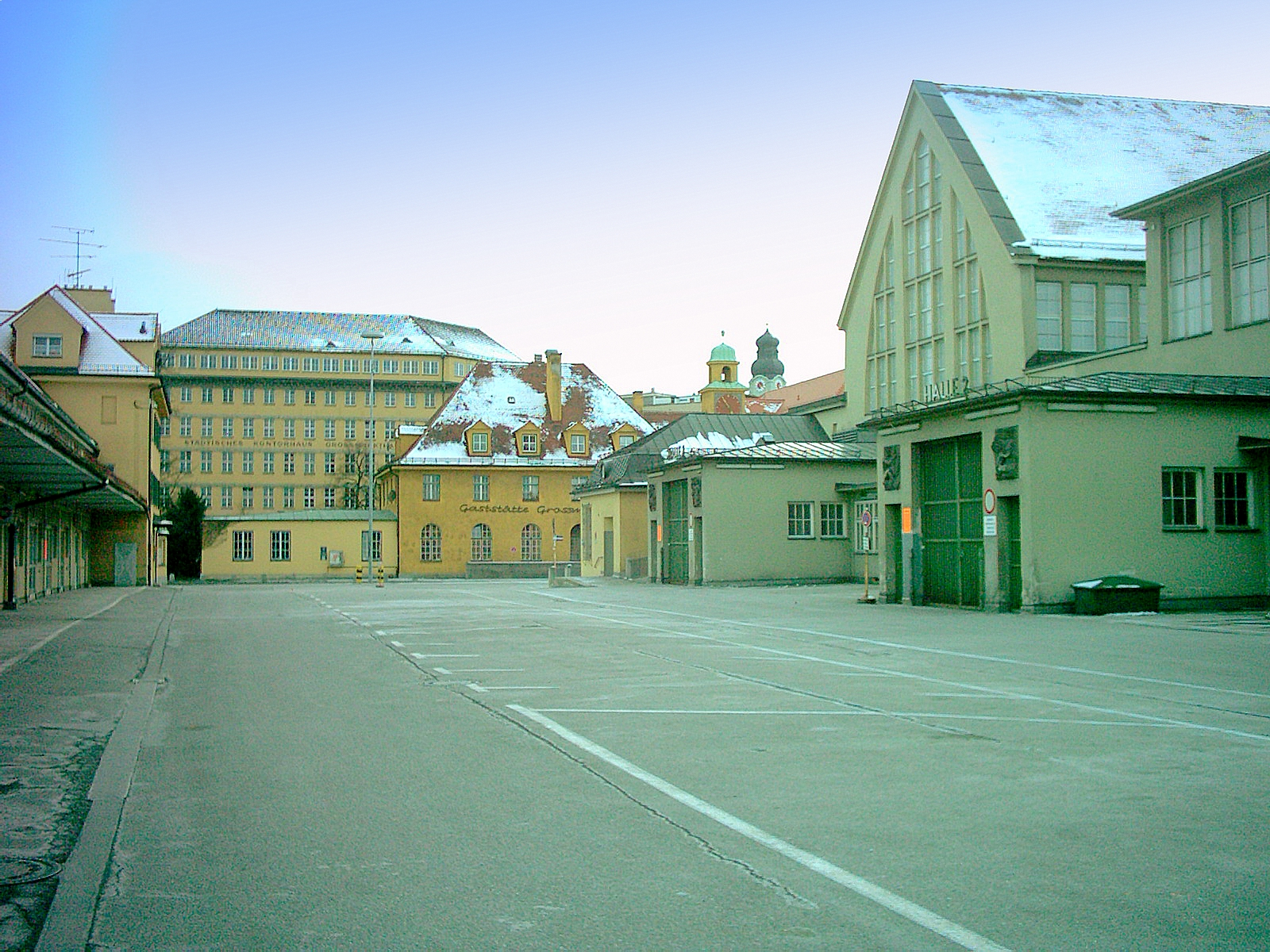
Ensemble historischer Gebäude:
hinten Kontorhaus 1, davor
Gaststätte Großmarkthalle, rechts Halle 1

Obwohl sowohl die Fruchthändler, die lieber eine neue Halle an der Blumenstraße ohne Gleisanschluss gehabt hätten, als auch die Zollverwaltung, die keine zweite Außenstelle aufbauen wollte, gegen den neuen Standort waren, setzte sich die Stadtverwaltung durch. 1907 wurde der Bauplatz auf den ehemals städtischen Getreidelagerhallen festgelegt, im folgenden Jahr erteilte der Magistrat die Baugenehmigung, 1909 bewilligte er Baumittel in Höhe von 2,5 Millionen Goldmark.
1910 wurde mit den Bauarbeiten begonnen, die Pläne dazu stammten von dem städtischen Architekten Richard Schachner, der für dieses seinerzeit größte Bauprojekt in Eisenbetonbauweise zuvor ausgedehnte Studienreisen unter anderem nach Berlin und Paris unternommen hatte.
Am 14. Februar 1912 fand die Eröffnung der Großmarkthalle mit vier Markthallen und einer Gebäudegruppe an der Thalkirchner Straße durch Oberbürgermeister Wilhelm Ritter von Borscht statt.
Die Baukosten betrugen für die Halle 2,8 Millionen Goldmark, für den Gebäudekomplex 4,2 Millionen.
Ursprünglich war die Großmarkthalle als Umschlaganlage für Fleisch, Butter, Eier, Schmalz, Obst und Gemüse und andere Lebensmittel gedacht. Im Laufe der Zeit ist der Fleischbereich fast verschwunden. Das Großmarkthallengelände wurde damals im Norden von der Lagerhausstraße, im Westen von der Tumblingerstraße, im Süden von der Valleystraße (heute Kochelseestraße) und im Osten von der alten Thalkirchner Straße (heute Teil des Großmarkthallengeländes) begrenzt und umfasste 46.500 Quadratmeter.
In den zwanziger Jahren entstanden der Gärtnerfreimarkt, der Umschlagbahnhof, die Sortieranlage und das Kontorhaus 1 (Architekt: Karl Meitinger) mit Büros. 1927 betrug die Menge der Warenanlieferungen per Bahn bereits über 20.000 Tonnen.
Durch die Luftangriffe der Alliierten im Zweiten Weltkrieg kam es im Bereich der Großmarkthallen zu schweren Schäden durch Luftminen und Brandbomben. In den letzten Kriegsjahren wurden 80 Prozent der Marktanlagen zerstört. Der Angriff mit den schwersten Folgen für die Großmarkthalle erfolgte in der Nacht vom 6. zum 7. September 1943 durch die britische Royal Air Force, doch auch die 8th Air Force flog mehrere Angriffe, die auch den Großmarkt trafen. Im November 1944 wurde auch die Eisenbahnverbindung zum Großmarkt vorübergehend unterbrochen.

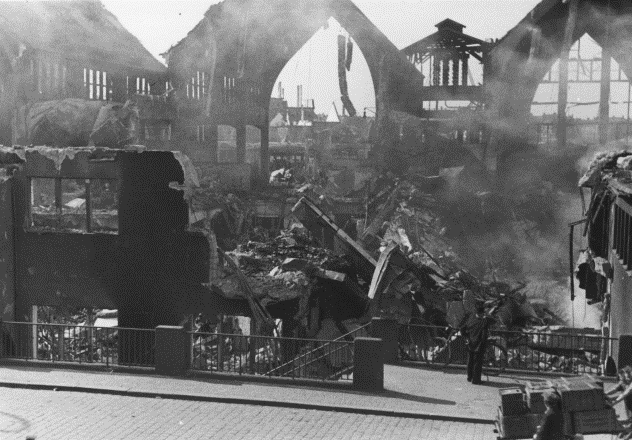
Großmarkthalle München, Hallen 2, 3 und 4 nach Luftangriff 1943
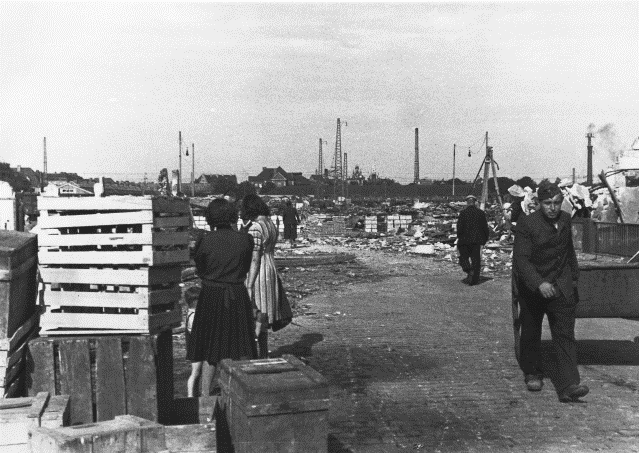
Ruinen der Sortierhalle
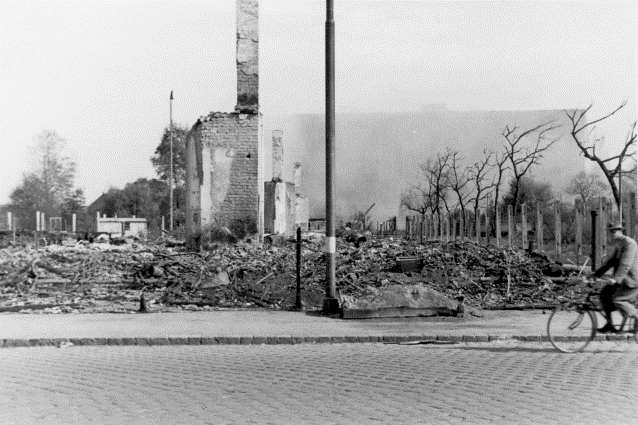
Die zerstörte Notkirche, im Hintergrund Linde-Kühlhaus
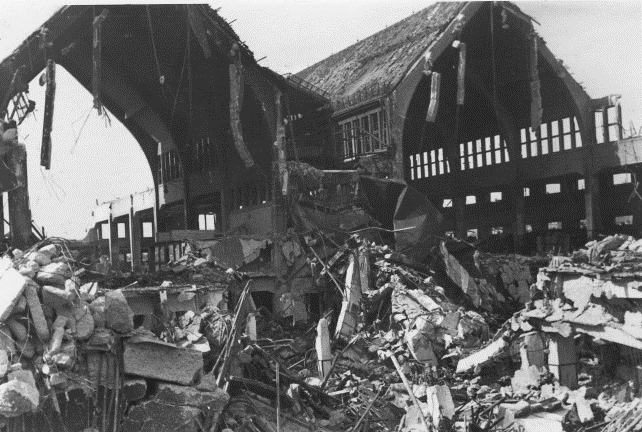
Hallen 3 und 4 nach dem Angriff vom 6./7. September 1943
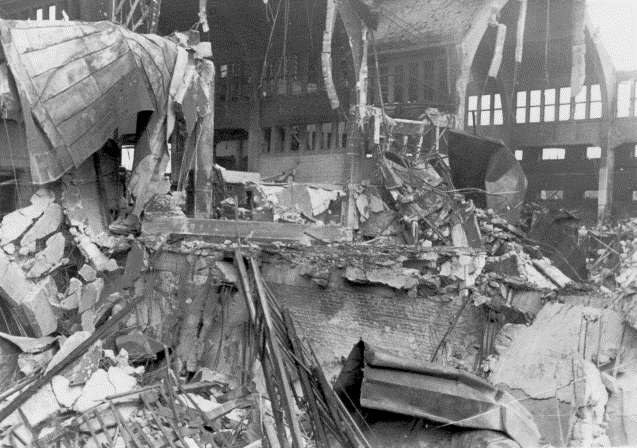
Hallen 2, 3 und 4
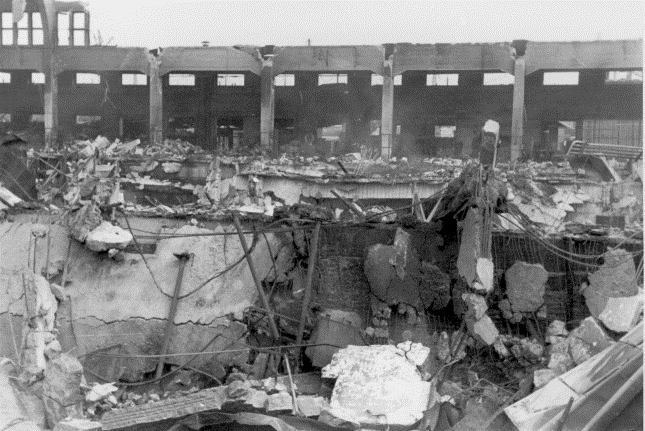
Zerstörte Hallen, September 1943
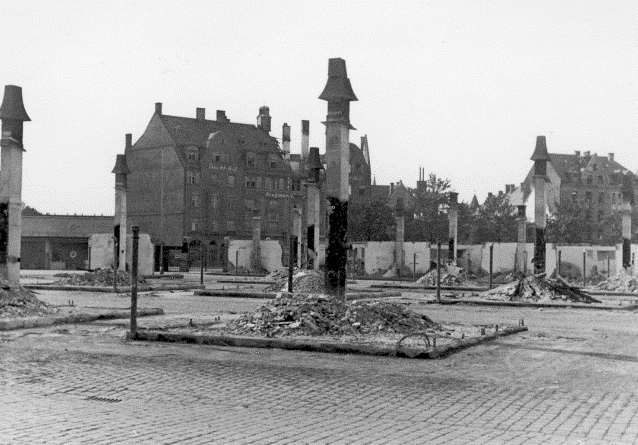
Ruinen des ehemaligen Gärtner-Großmarkts
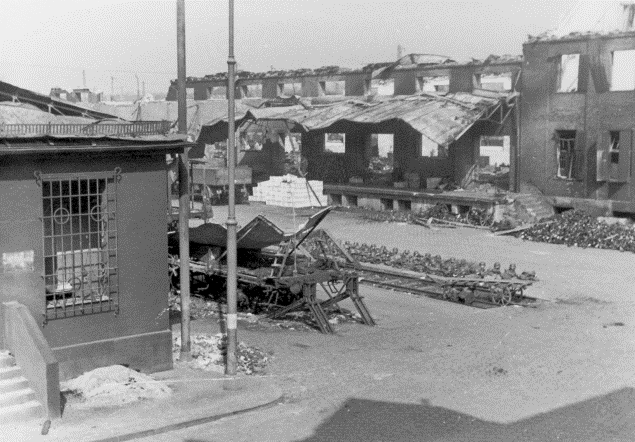
Die Zoll- und die Eilguthalle nach Luftangriff

### Wiederaufbau und Erweiterung nach 1945
Nach der schwierigen Phase der unmittelbaren Nachkriegszeit war mit dem Wiederaufbau in den fünfziger und sechziger Jahren eine großzügige Erweiterung der gesamten Anlage verbunden. Gegenüber dem Vorkriegsstand wurde die Zahl der Verkaufsstände, Büros, Lager und Parkplätze erheblich vermehrt. Die Kosten für den Wiederaufbau der Hallen 1 bis 4 betrugen 6,5 Millionen DM.

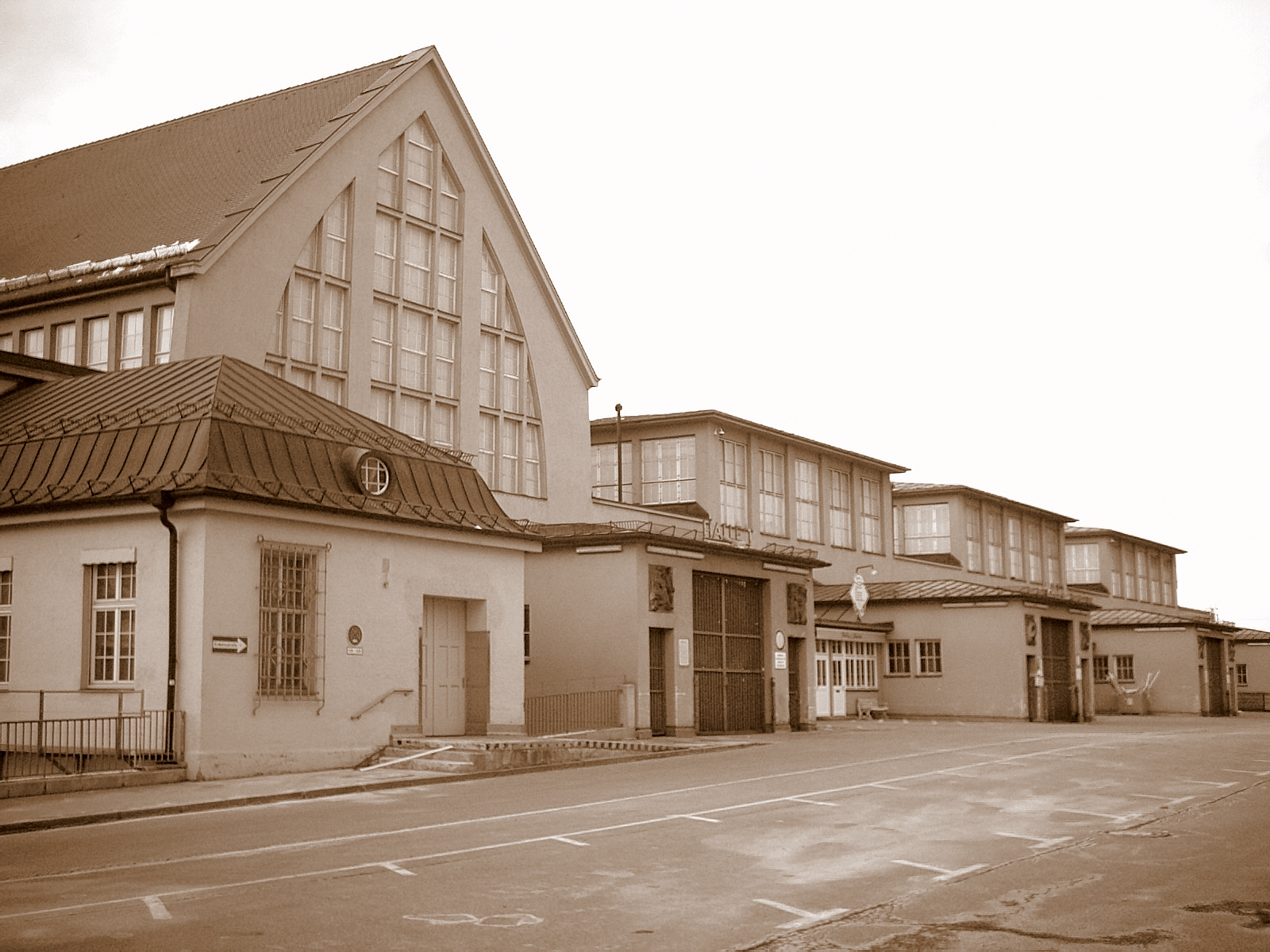
Nachkriegszustand: Halle 1 in der ursprünglichen Form, die Hallen 2 bis 4 wurden beim Wiederaufbau mit Flachdächern ausgestattet

Zunächst wurde 1948 der Gärtnerfreimarkt instand gesetzt, 1949 begannen die weiteren Wiederaufbauarbeiten. Die Thalkirchner Straße wurde aus verkehrstechnischen Gründen verbreitert. Die gesamte Behelfsanlage östlich der Thalkirchner Straße wurde kanalisiert und mit einer Teer-Makadam-Decke versehen. In diese Zeit fällt auch die Errichtung eines 3.000 Quadratmeter großen Parkplatzes an der Kochelseestraße (angemietet von der Großmarkthalle).
1950 wurde in der Großmarkthalle eine Tankstelle eingerichtet, das Kontorhaus I um eine Etage aufgestockt, wodurch 36 neue Büros entstanden, die Halle 2 betriebsfertig hergestellt und die Halle 3 im Rohbau errichtet. Im Jahr darauf wurde Halle 3 fertiggestellt, die stark beschädigte Halle 1 renoviert und mit dem Rohbau der Halle 4 begonnen, die 1952 eröffnet werden konnte. 1953 wurde das Kontorhaus II errichtet, drei Jahre später der Umschlagbahnhof ausgebaut, das Lagervolumen und die Zahl der Parkplätze stark erweitert. In den Jahren 1958 und 59 wurde das neue Kontorhaus nochmals erweitert, wodurch noch einmal 32 neue Büros geschaffen wurden. 1959 war der zweite Bauabschnitt des Umschlagbahnhofes abgeschlossen.

### 1960er und 1970er Jahre

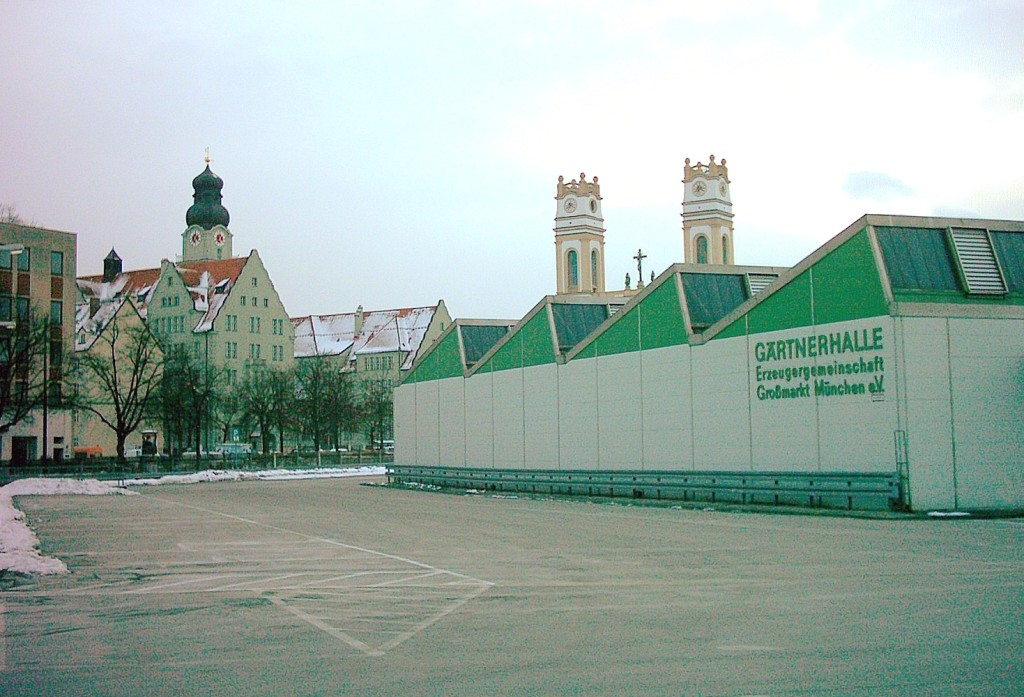
Die Gärtnerhalle, im Hintergrund die Gotzinger Schule und die Türme von St. Korbinian.

1960 wurde eine vollautomatische Doppelgleiswaage in Betrieb genommen, 1961 ein Blumengroßmarkt in der ehemaligen Kartoffelhalle (jetzt Ladenreihe) eingerichtet und die neue Halle 6 bezogen. 1962 feierte die Großmarkthalle ihr 50-jähriges Bestehen, das aus diesem Anlass herausgegebene Buch ist nur noch antiquarisch erhältlich. In den Jahren 1963 bis 1966 wurde der Abfertigungsplatz an der Schäftlarnstraße errichtet.
1970 wurde die Gärtnerhalle der Erzeugergemeinschaft München e. V. an Stelle der im Freien befindlichen Verkaufsstände des alten Gärtnerfreimarktes errichtet. Im Jahr 1971 wurde die Thalkirchner Straße in das Terrain der Großmarkthalle einbezogen und damit ein zusammenhängendes Betriebsgelände hergestellt.
In der zweiten Hälfte der 1970er Jahre wurde die erste Blumenhalle des Blumengroßmarktes München gebaut, deren Betrieb 1977 begann (heute befindet sich darin die Feinkosthalle). Die Behelfsanlagen östlich der alten Thalkirchner Straße wurden Ende der 1970er Jahre abgerissen.

### 1980 bis 1999
Am 28. Februar 1985 lehnte der Kommunalausschuss des Münchner Stadtrats eine geplante Verlagerung der Großmarkthalle ab und stimmte den geforderten Maßnahmen zur Verbesserung der Verkehrsverhältnisse in der Großmarkthalle ohne Gegenstimme zu. Diese Beschlüsse werden von der Stadtratsvollversammlung am 27. März 1986 bestätigt, worauf die Brücke über die Lagerhausstraße erneuert wurde. Ab 1986 wurden umfangreiche Bauarbeiten einschließlich Tunnelbaumaßnahmen zur Verkehrsverbesserung und zur Sanierung der Großmarkthalle durchgeführt. Unter der Bauträgerschaft der mit privater Beteiligung gegründeten UGM wurde mit dem Bau der Bahnrampenhalle (UGM I) begonnen, des Weiteren wurde die Hallenstraße in den Hallen 1 bis 4 auf das Niveau der Verkaufsstände angehoben. Mit diesen Maßnahmen war eine Erweiterung der Standflächen um etwa ein Drittel verbunden.
1987 feierte die Münchner Großmarkthalle ihr 75-jähriges Bestehen. Die neue Distributions- und Umschlaganlage der UGM wurde Anfang 1987 in Betrieb genommen, im Lauf des Jahres wurde eine Sanierung der Keller und der Heizungsanlagen durchgeführt. Vom LKW-Platz an der Schäftlarnstraße wurde ein Tunnel unter den Gleisanlagen des Umschlagbahnhofes zu den Verkaufsanlagen angelegt.
1990 wurde die zweite Distributions- und Umschlaghalle (UGM II) eingeweiht. 1995 nahm der Trailerport der Bayerischen Trailerzuggesellschaft als erste Einrichtung dieser Art in Europa den Betrieb auf, das Konzept bewährte sich allerdings nicht und das Unternehmen ging 2004 in Konkurs. 1997 wurde ein neues Kühl- und Tiefkühllager mit rund 6.000 Quadratmeter Fläche eröffnet. 1998 wurde die Rechtsform vom städtischen Regiebetrieb zum Eigenbetrieb der Landeshauptstadt München geändert.
1999 wurde der erste Tag der offenen Tür auf dem Großmarktgelände durchgeführt. Im selben Jahr wurde der Betrieb als erster Großmarkt in Deutschland nach ISO 9001 in den Bereichen Qualitäts- und Hygienemanagement zertifiziert und nach EMAS im Bereich Umweltmanagement validiert.

### Entwicklung seit 2000

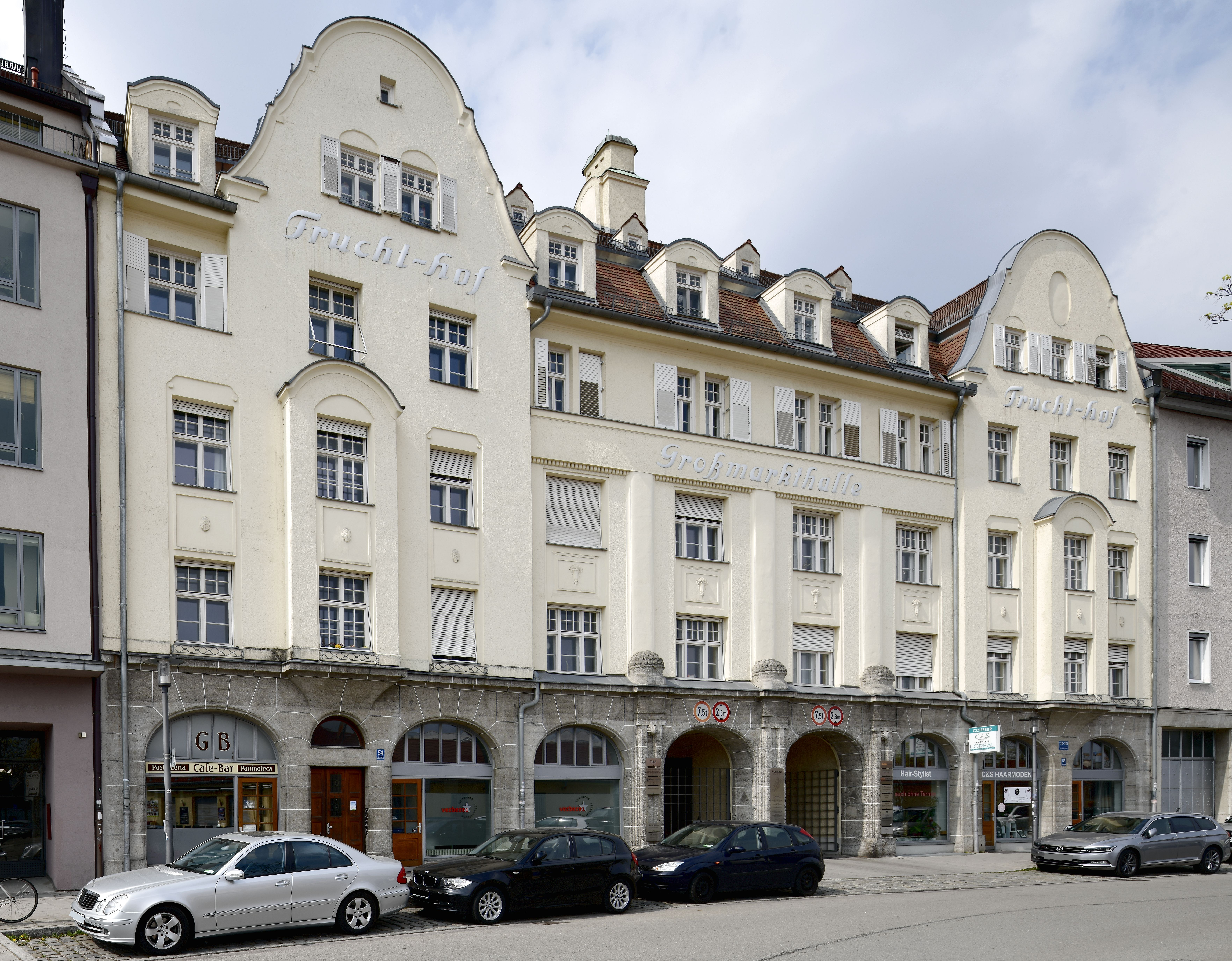
Die Fassade des Fruchthofs.

Im Jahr darauf wurde am 11. November die neue Blumenhalle eingeweiht. 2002 wurde im sanierten Gebäude der alten Blumenhalle wurde die neue Feinkosthalle eröffnet. Die Sanierungsplanung stammt von den Architekten Guggenbichler + Netzer, München. Außerdem wurden Sämmer- und Dußmannhalle durch den Neubau der Halle 23 ersetzt. 2003 ging auf dem Dach dieser Halle eine Solaranlage der Gehrlicher GmbH & Co Solarpark 2000 KG in Betrieb. 2004 konnte die Sanierungsarbeiten für den Fruchthof nach über zehn Jahren abgeschlossen werden.
Im Februar 2005 wurde die gelungene Fassadenrenovierung des Fruchthofs, geplant von den Münchener Architekten Guggenbichler + Netzer, mit dem Fassadenpreis der Landeshauptstadt München ausgezeichnet. Im selben Jahr wurde die neue Halle 10 als Ersatz für die alte Goldsteinhalle errichtet.
Am 14. Dezember 2005 beschloss der Stadtrat die Fusion der Großmarkthalle mit dem Schlachthof zu den Markthallen München, die am 1. Januar 2007 vollzogen wurde.
Ende 2008 legte die Werkleitung der Stadt München den Bedarf für eine Generalsanierung der Bauten vor. Im Oktober 2009 hat der Stadtrat beschlossen, dass die Großmarkthalle am Standort in Sendling bleiben soll.
Der Stadtrat hat das Kommunalreferat im Mai 2010 beauftragt, ein Nutzerbedarfsprogramm für ein Frischezentrum zu erarbeiten. Dieses Konzept ist auf starken Widerstand der Händler gestoßen. Daraufhin entschied sich der Stadtrat im Dezember 2012 gegen die Pläne des Frischezentrums und für eine ebenerdige Halle östlich der ehemaligen Thalkirchner Straße.
Aufgrund des negativen Votums des Fruchthandelsverbands für den Standort östlich der ehemaligen Thalkirchner Straße wurde eine vergleichende Standortuntersuchung durchgeführt. Der Alternativ-Standort wäre der LKW-Parkplatz gewesen, der aber ausgeschlossen werden konnte. Ergebnis des Vergleichs war eine angepasste Variante des Neubaus entlang der ehemaligen Thalkirchner Straße.
Der vorbereitete Beschluss zur Durchführung des Neubaus entsprechend dem abgestimmten Nutzerprogramm wurde durch die damalige Stadtratsmehrheit von CSU und SPD 2017 gekippt und stattdessen eine Ausschreibung an einen Investor beschlossen. Als Gründe wurden Kritik an Planungen durch die Händler und stockende Verhandlungen über die Freimachung der für das Bauvorhaben notwendigen Erbbaurechtsflächen genannt.
Da sich die Ausschreibung an einen Investor für eine Halle auf Grundlage der bisherigen Planungen als schwierig umsetzbar darstellte, wurde aus der Händlerschaft eine Umsetzung in einem alternativen Bereich ins Spiel gebracht. Im Jahr 2019 legte sich der Stadtrat auf den Investor UGM fest, der im südlichen Teil des Großmarktgeländes die neue Großmarkthalle errichten und betreiben soll. Die bereits erfolgten Planungen der UGM werden Grundlage für die weiteren Verhandlungen. Als Vorteile werden angesehen: Der Fruchthandelsverband stimmt den Planungen zu, der Betrieb der Großmarkthalle kann während der Bauphase weiterlaufen, die Stapelung der Nutzungen ermöglicht eine städtebaulich platzsparende Lösung und für die Landeshauptstadt München gibt es kein finanzielles Risiko.
Zwischen 2019 und 2021 wurde unter anderem ein Erbbaurechtsvertrag mit der UGM verhandelt. Ende 2021 allerdings übernahm die Investorengruppe Büschl aus Grünwald die UGM. Für die Stadt ergab sich damit eine neue rechtliche Konstellation. Die Juristen des zuständigen Kommunalreferates kamen zu dem Schluss, dass der Bau der neuen Großmarkthalle europaweit ausgeschrieben werden muss. Dem stimmte der Stadtrat am 27. April 2022 zu. Investor Büschl kann sich demnach um das Projekt bewerben, ebenso wie die Stadtwerke München (SWM), die ebenfalls Interesse an dem Grundstück haben.
Mit der Inbetriebnahme einer neuen Großmarkthalle ist voraussichtlich 2030 zu rechnen.

## Sonstiges
- Der 1994 gegründete Verein Münchner Tafel e. V. (siehe Tafel) zur Verteilung von Lebensmitteln an Bedürftige hat seinen Sitz und zwei Verteilstationen in der Großmarkthalle München.

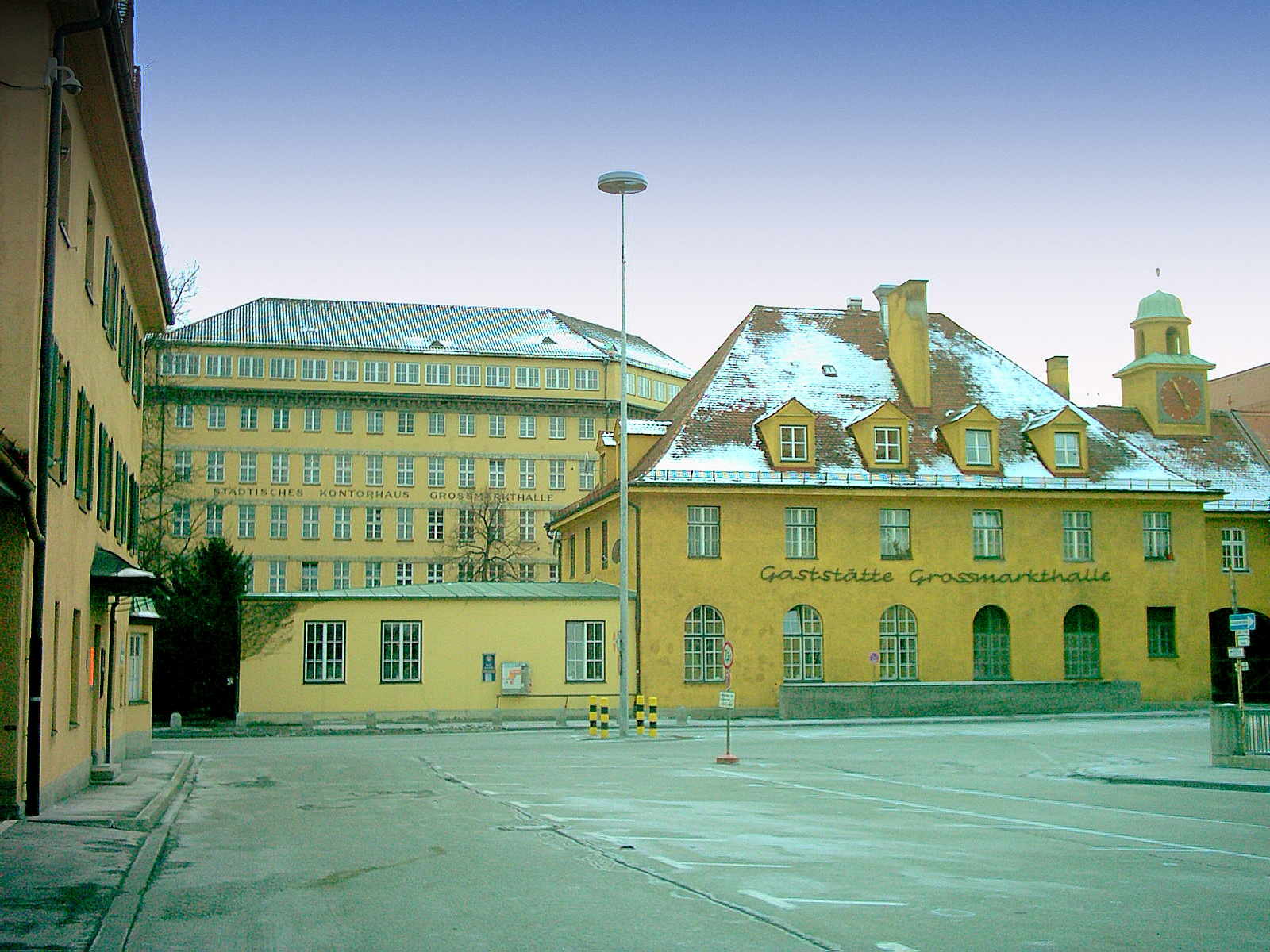
Gaststätte Großmarkthalle, im Hintergrund das Kontorhaus I

- Die Gegend um Großmarkthalle und Schlachthof wird im Volksmund als der „Bauch von München“ bezeichnet.
- Im Kontorhaus II befindet sich einer der letzten vier funktionierenden und befahrbaren Paternoster in München.

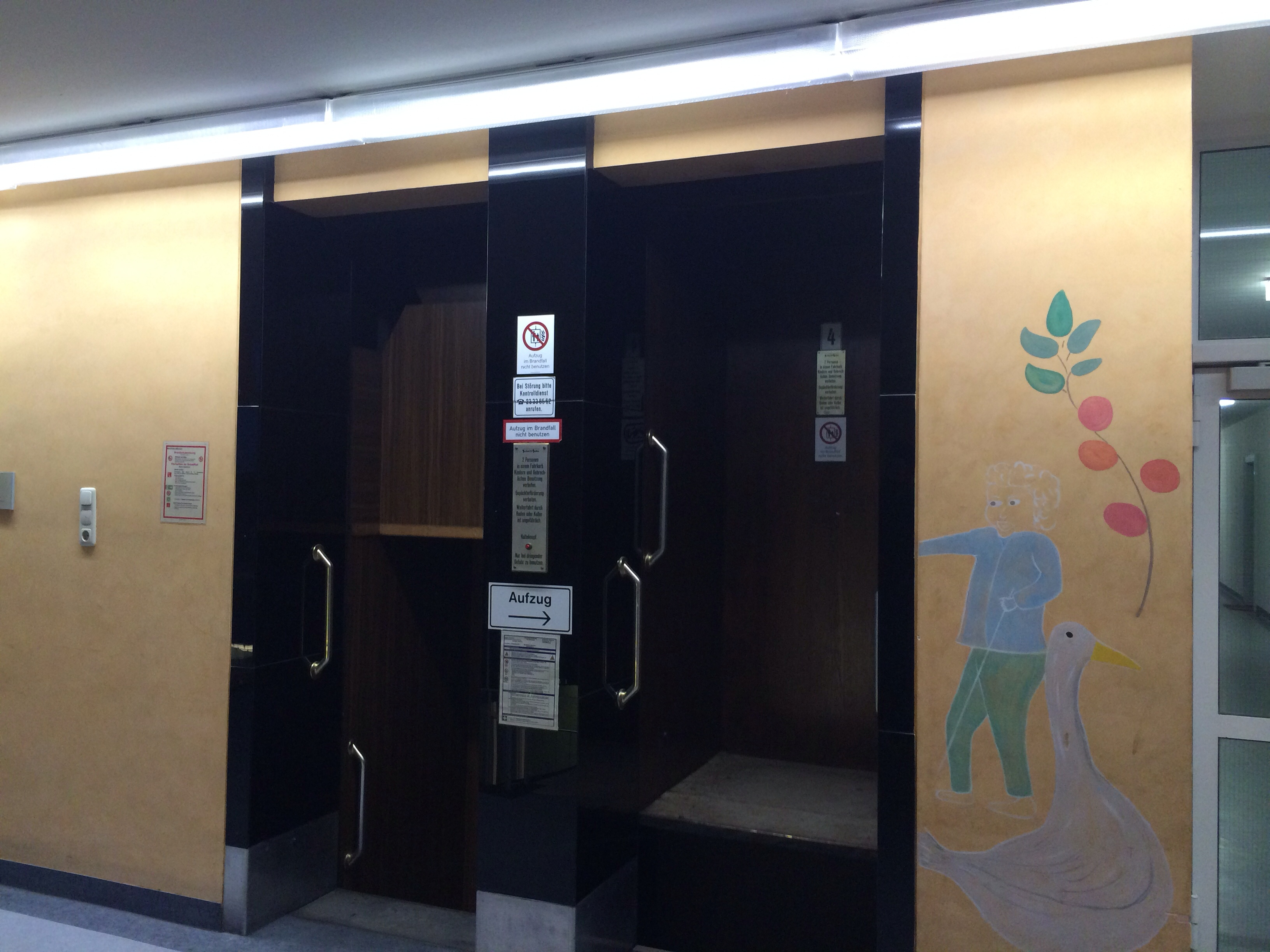
Paternosteraufzug im Kontorhaus II

- Auf dem Gelände der Großmarkthalle logieren inzwischen auch Unternehmen, die nichts mit dem Thema Lebensmittel zu tun haben, wie Architekten, Künstler, Werbeagenturen, EDV-Unternehmen, Grafiker und weitere.
- Die Einfahrtstraße in das Gelände von der Zentraleinfahrt an der Schäftlarnstraße bis zur Kreuzung mit der ehemaligen Thalkirchner Straße ist wahrscheinlich der einzig existierende Linksverkehr in der Stadt München. Bei der Generalsanierung in den 80er Jahren wurde der Linksverkehr eingeführt, um den Verkehrsfluss durch den LKW-Parkplatz nicht komplett zu blockieren. Bei Rechtsverkehr würden die LKWs rechts einfahren und nach links in den LKW-Parkplatz abbiegen, damit wäre die Ausfahrt aus dem Gelände praktisch komplett gesperrt.
- Am Westtor der Großmarkthalle befindet sich das Klohäuschen an der Großmarkthalle, das seit 2006 ein Kunstraum ist.

## Unternehmen
Die Großmarkthalle München handelt nicht selbstständig mit Lebensmitteln, sondern vergibt Flächen (Verkaufsstände, Hallen, Keller, Lagerräume, Parkplätze usw.) an entsprechende Unternehmen.

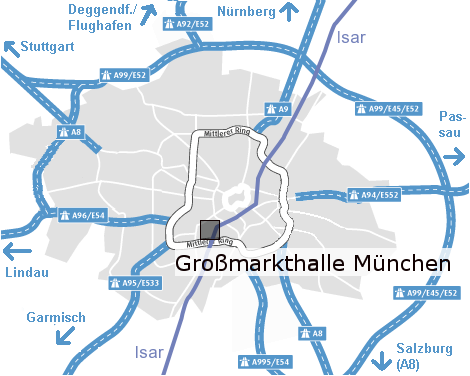
Schema Fernstraßenanbindung der Großmarkthalle München